# Syhrn
Syhrn ist eine Ortschaft der Gemeinde Altendorf in Niederösterreich.

## Geografie
Der Rotte liegt im Tal des Syhrnbaches und wurde erstmals im Jahr 1386 erwähnt. Syhrn und Tachenberg wurden 1889 der Gemeinde Altendorf angeschlossen. Syhrn ist über die Landesstraße L4157 von Gloggnitz nach Kranichberg erreichbar.

## Geschichte
Laut Adressbuch von Österreich waren im Jahr 1938 in Syhrn ein Müller, ein Schuster und einige Landwirte ansässig.